# تسفي بار
تسفي بار (بالعبرية: צבי בר؛ من مواليد 8 أكتوبر 1935 في كفار يونا) هو ضابط عسكري إسرائيلي متقاعد ومسؤول شرطة وسياسي. شغل بار منصب عمدة مدينة رمات غان الإسرائيلية الرابع بين عامي 1989 و2013، بعد أن خدم في مجموعة متنوعة من المناصب القيادية العسكرية والشرطية.

## سيرته الذاتية
ولد بار في كفار يونا في عهد الانتداب لأبوين من أصل كردي يهودي. غيّر والده اسم العائلة من بارزاني إلى بار بناءً على توصية دافيد بن غوريون. درس بار في مدرسة تشيرنيوفسكي الثانوية في نتانيا. التحق بار بالجيش الإسرائيلي في 1954، كجندي مقاتل في لواء غيفعاتي، وأصبح ضابطاً. وانضم إلى لواء المظليين عقب العدوان الثلاثي. وحل محل يوآف شاهام، قائد الكتيبة 202 من لواء المظليين بعد مقتله خلال معركة السموع في 1966.
قاتل بار كقائد لكتيبة المظليين 202 خلال حرب 1967، وشارك في العمليات القتالية في مدينة غزة. وشارك في معركة الكرامة في 1968. وخدم لاحقاً كنائب قائد اللواء 275 وقائد مدرسة تدريب الضباط في الجيش الإسرائيلي. وعُين قائداً للواء 820، الذي كان متمركزاً في هضبة الجولان، قبل يوم واحد من اندلاع حرب 1973 في 5 أكتوبر، وقاد ذلك اللواء طوال الحرب. أدلى لاحقاً بشهادته أمام لجنة أجرانات، وهي لجنة حكومية إسرائيلية حققت في الإخفاقات التي حدثت أثناء تلك الحرب. ثم انتقل إلى سلاح المدرعات وتولى قيادة اللواء 166، الذي كان متمركزاً في شمال إسرائيل.
التحق بار بكلية الأركان في إسرائيل وفرنسا، وأكمل درجة البكالوريوس في العلوم السياسية من جامعة بار إيلان في 1976. وانضم إلى الشرطة الإسرائيلية، بعد إكمال شهادته، وعُين نائباً لقائد شرطة الحدود. وترقي إلى رتبة رائد في يناير 1977. ثم عُين رئيساً لقسم عمليات الشرطة في 1983 وشغل هذا المنصب حتى 1985.

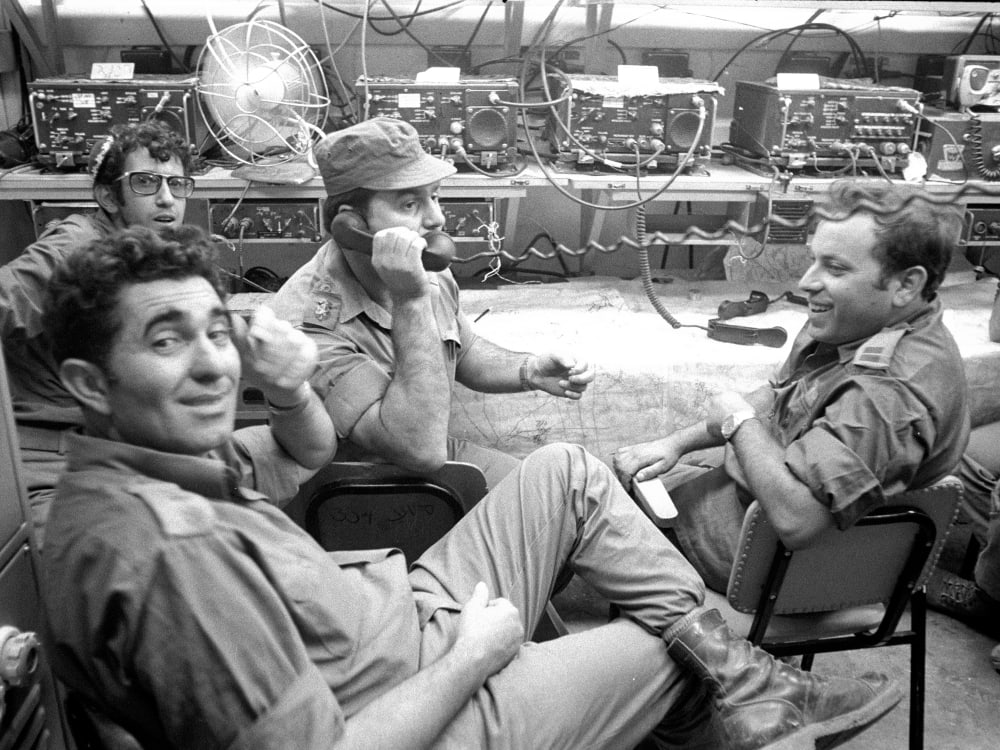
تسفي بار (يساراً) خلال حرب أكتوبر

## حياته السياسية
انتُخب بار عمدة لبلدية رمات غان في 1989. وقد أثار انتباه الجمهور الإسرائيلي، وحظي بالموافقة والدعم، بسبب قيادته ورفعه للمعنويات عندما تعرضت رمات غان لصواريخ سكود العراقية أثناء عملية عاصفة الصحراء. أعيد انتخاب بار في أربع انتخابات متتالية - في أعوام 1993 و1998 و2003 و2008. وانتهت ولايته الرابعة في 2013.

## قضية الفساد
استجوبت الشرطة بار في 2004، بشأن مزاعم تفيد بأنه وعمدة بلدية تل أبيب المجاورة رون حولداي تورطا في الفساد. قررت وزارة العدل توجيه الاتهام إلى بار، إلى جانب خمسة مطورين عقاريين آخرين، بالرشوة وغسيل الأموال في أبريل 2011. حُكم على بار بالسجن لمدة 5.5 سنوات في يونيو 2015. خففت المحكمة العليا الإسرائيلية عقوبته إلى ثلاث سنوات، بعد استئناف الحكم. بدأ بار قضاء عقوبته في سجن معسياهو في 1 فبراير 2017. ثم خفف الرئيس رؤوفين ريفلين العقوبة إلى 15 شهراً. وأُطلق سراحه بكفالة بعد أن قضى 10 أشهر من عقوبته في نوفمبر 2017.

## حياته الشخصية
تسفي بار متزوج من ريفا، وأنجبا ثلاثة أطفال.